# Гониастериды
Гониастериды (лат. Goniasteridae) — большое семейство морских звёзд отряда вальватид (Valvatida) класса морских звёзд (Asteroidea), содержащее около 260 видов в составе 70 родов.
Они встречаются преимущественно на глубоководье континентального шельфа всех мировых океанов, достигая наибольшего разнообразия в Индо-Тихоокеанском регионе.

## Систематика
Семейство содержит следующие роды:
| - Akelbaster - Anthenoides - Apollonaster - Astroceramus - Astrothauma - Atelorias - Calliaster - Calliderma - Ceramaster - Chitonaster - Circeaster - Cladaster - Cryptopeltaster - Diplasiaster - Eknomiaster - Enigmaster - Evoplosoma - Floriaster - Gephyreaster - Gilbertaster | - Glyphodiscus - Goniaster - Goniodiscus - Hippasteria — в том числе Hippasteria phrygiana - Iconaster - Kermitaster - Lithosoma - Litonotaster - Lydiaster - Mabahissaster - Marocaster - Mediaster - Milteliphaster - Mimaster - Nectria - Notioceramus - Nymphaster - Ogmaster - Paragonaster - Peltaster - Pentagonaster | - Pentoplia - Pergamaster - Perissogonaster - Pillsburiaster - Plinthaster - Pontioceramus - Pseudarchaster - Pseudoceramaster - Rosaster - Ryukuaster - Siraster - Sphaeriodiscus - Stellaster - Stellasteropsis - Stephanaster - Tessellaster - Toraster - Tosia |